# Владимир Бъчваров
Владимир Димитров Бъчваров е български лекар и дарител.

## Биография
Бъчваров е роден в 1896 година в малешевското градче Пехчево, тогава в Османската империя, днес в Северна Македония. Завъшрва пехчевската българска гимназия и в 1915 година Военното училище в София. От 1916 до 1920 година е офицер в Българската армия и служи в 7 и 11 пионерна дружина. За отличия и заслуги през втория и третия период на войната е награден с ордени „Свети Александър“ и „За заслуга“.
Един от учредителите на ММТРО, прави опит да организира петорка в Пехчево, но е заподозрян и бяга в България.
В 1927 година завършва медицина в австрийската столица Виена и от 1929 година работи в Горна Джумая като инспектор по маларията, а от 1933 до 1934 година е околийски лекар. Бъчваров пише в списание „Пирин“ по въпроси свързани със здравната просвета, ликвидирането на маларията и туберкулозата, за което той полага усилия. През 1934 - 1935 е околийски лекар в Белоградчик, през 1935 - 1944 година - в Шумен, а през 1944 – 1948 година е областен лекар в Горна Джумая. От 1948 до 1950 е началник на отдел Народно здраве при околийския народен съвет, от 1950 до 1951 отново е околийски лекар, а от 1951 до 1955 е главен лекар на окръжната санитарно-епидемна станция и завеждащ на инфекциозното отделение на Окръжна болница в Благоевград.
В 1946 година Бъчваров дарява 100 000 лева на гимназията „Св. св. Кирил и Методий“ и 50 000 лева на училището в Пехчево за стипендии.